# 安迪·考威尔
安迪·考威尔（英語：Andy Cowell，1969年2月12日—）是一位英国一级方程式赛车工程师，目前担任阿斯顿·马丁车队的首席执行官。他也是机械工程师学会和英国皇家工程院的院士。

## 职业生涯
安迪·考威尔在兰卡斯特大学进修的机械工程专业，他在之后进入了考斯沃斯的毕业生计划，并在多个技术部门里参与工作，直到他加入了公司的一级方程式引擎项目，参与设计和开发工作。1998年，由安迪·考威尔领导的团队对其CR-1发动机进行创新升级，这帮助了斯图尔特车队在1999年赛季拿下一场大奖赛冠军。2000年，考威尔加入了宝马的引擎部门，为威廉姆斯-宝马车队领导设计制造2001年赛季的F1引擎。2001年，仅在宝马工作一年之后考威尔便回到了考斯沃斯，担任F1引擎设计和开发部门总监。负责了考斯沃斯2001年和2003年的一级方程式引擎。
2004年，考威尔离开考斯沃斯，加入了梅赛德斯-伊摩，担任首席工程师，负责FQ V10引擎的开发。之后他作为工程总监加入了伊摩的V8引擎项目。之后他接手了公司所有引擎项目的技术和发展领导，包括了2009年推出的KERS混动系统的开发。2008年7月，安迪·考威尔被任命为梅赛德斯AMG高性能动力总成的工程总监，负责公司所有的引擎和动力总成项目的技术和发展领导。也包括了工程团队的组织和策略。2013年1月，他被任命为梅赛德斯AMG高性能动力总成的董事总经理，接替托马斯·富尔（Thomas Fuhr）。在他的治下，梅赛德斯为一级方程式研发出的PU106A V6混合动力单元，为车队在2014年赛季的F1 W05赛车夺得冠立下汗马功劳。并以此揭开了梅赛德斯车队在混动时代的冠军王朝。车队实现了2014年至2020年的七年车队车手双冠军。2020年6月，安迪·考威尔宣布将离开梅赛德斯追寻新的挑战。
2024年7月。阿斯顿·马丁车队宣布将聘请安迪·考威尔担任车队首席执行官，接替马丁·惠特马什；他将于10月正式加入车队。2025年1月，阿斯顿·马丁车队宣布调整车队架构，原车队领队迈克·克拉克将担任首席赛道官，而安迪·考威尔将兼任车队领队一职。